# اکاگاشیکومه
اکاگاشیکومه (به ژاپنی: Ikagashikome 伊香色謎 or 伊迦賀色許売命) همسر امپراتور کوگن و امپراتور کایکا بود.